# Estadio Camberra
El Estadio Canberra (del inglés: Canberra Stadium), oficialmente denominado GIO Stadium Canberra, o simplemente GIO Stadium, es un estadio multiusos ubicado en el distrito de Bruce en Canberra la capital de Australia. El estadio se localiza adyacente al Instituto Australiano del Deporte, tiene capacidad para aproximadamente 25 000 espectadores y se dedica, principalmente, a la práctica del rugby league y, en menor medida, el fútbol. El recinto es el estadio principal de la ciudad y sustituyó en 1977 al Manuka Oval, construido en 1929. 
El estadio es propiedad del Gobierno de Australia que tiene un contrato de propiedad con el Gobierno del Territorio de la Capital Australiana que expira en el año de 2010, el gobierno de la capital busca ser el propietario absoluto del estadio a través de una transferencia de tierras con el gobierno australiano.

## Historia
Fue construido en 1977 para recibir los Pacific Conference Games, y albergó la Copa del Mundo de Atletismo de 1985. A finales de los años 1980 se le retiró la pista de atletismo y se construyó una en un estadio adjunto de calentamiento. Hasta 1990 el estadio no tenía un equipo que utilizara sus instalaciones de manera permanente, hasta que en ese año se mudó allí los Canberra Raiders de la National Rugby League. En 1995 se jugó el primer partido de fútbol australiano.
En 1997 se volvió a remodelar el estadio para poder utilizar el inmueble en los futuros Juegos Olímpicos de Sídney 2000, el estadio fue utilizado solo para eventos de Fútbol en los Juegos Olímpicos de Sídney 2000, en esta remodelación se redujo el tamaño del terreno lo cual impedía que se jugaran partidos de fútbol australiano y solo se jugaran partidos de fútbol y rugby, el 29 de mayo de 2000 cayó una nevada en la ciudad de Canberra lo que afecto el terreno para el Torneo Olímpico de ese mismo año.

## Eventos disputados

### Copa Asiática 2015
- El estadio albergó siete partidos de la Copa Asiática 2015.
| Fecha               | Selección #1           | Resultado        | Selección #2           | Ronda                 | Espectadores |
| ------------------- | ---------------------- | ---------------- | ---------------------- | --------------------- | ------------ |
| 10 de enero de 2015 | Corea del Sur          | 1 - 0            | Omán                   | Primera fase, Grupo A | 12 552       |
| 11 de enero de 2015 | Emiratos Árabes Unidos | 4 - 1            | Catar                  | Primera fase, Grupo C | 5513         |
| 13 de enero de 2015 | Kuwait                 | 0 - 1            | Corea del Sur          | Primera fase, Grupo A | 8795         |
| 15 de enero de 2015 | Baréin                 | 1 - 2            | Emiratos Árabes Unidos | Primera fase, Grupo C | 7925         |
| 18 de enero de 2015 | China                  | 2 - 1            | Corea del Norte        | Primera fase, Grupo B | 18 457       |
| 20 de enero de 2015 | Irak                   | 2 - 0            | Palestina              | Primera fase, Grupo D | 10 235       |
| 23 de enero de 2015 | Irán                   | 3 - 3 (6–7 pen.) | Irak                   | Cuartos de final      | 18 921       |